# Campanula betulifolia
Espèce
Classification phylogénétique
Campanula betulifolia est une espèce de campanule (famille des Campanulaceae) haute de 10 à 25 cm, originaire de Turquie. Elle pousse dans les crevasses calcaires ou volcaniques à des altitudes comprises entre 250 et 2300 m.